# Judit Neddermann
Judit Neddermann, född 27 mars 1991 i Vilassar de Mar, är en katalansk (spansk) singer-songwriter och sångare. Hon är också aktiv i eller samarbetar med grupperna och artisterna The Gramophone Allstars, Verd i Blau, Clara Peya, Luzazul och Coetus. Sedan 2014 har hon presenterat fyra album med sånger på katalanska, spanska och portugisiska. Dessutom har hon sjungit in ett "julalbum" tillsammans med systern Meritxell Neddermann. 

## Biografi
Neddermann föddes in i en familj med flera musiker. Hon studerade klassisk gitarr vid Conservatori Municipal de Música de Barcelona (staden Barcelonas musikkonservatorium), för Jordi Cortina. Senare studerade hon både jazz och röstteknik.
2009 medverkade hon, som en av flera sångerskor, på pianisten Clara Peyas debutalbum Declaracions. Hon har även hörts på flera senare album av Peya, inklusive Tot el silenci och Tot el soroll (2012 respektive 2013, som en av två huvudsångare), Espiral (2014) och Mímulus (2015).
2014 presenterade Judit Neddermann sitt första soloalbum, Tot el que he vist ('Allt som jag sett', Temps Record), och senare på året fick hon motta priset som bästa nykomling på festivalen Strenes, Samma år spelade hon, tillsammans med Quartet Brossa, in en version av Franz Schuberts Winterreise, till dikter av Wilhelm Müller översatta till katalanska av Miquel Desclot.
2016 kom Neddermanns andra album, kort och gott betitlad Un segon ('En andra' eller 'En sekund'), med åtta egna sångtexter, en dikt av Daniel Vidal-Barraquer och en cover på en sång av Mikel Laboa. Albumet valdes av tidningen La Tornadas läsare till årets bästa. Sången "Mireia" från albumet valdes till Bästa singer-songwriter-insats av tidningen Enderrocks läsare.
2018 publicerades Nua ('Naken'), Judit Neddermanns tredje album. Albumet blandar pop, folkrock och brasilianska toner. Sången på albumet är mestadels på katalanska, kompletterat med några sånger på spanska eller portugisiska.
Senhösten 2019 kom albumet Present, producerat tillsammans med systern Meritxell Neddermann. Det rörde sig denna gång om ett album med julrelaterade sånger.
Vinter 2021 återkom Judit Neddermann som soloartist, via albumet Aire. För ovanlighetens skull var majoriteten av låtarna denna gång på spanska.

## Diskografi
soloalbum:
- Tot el que he vist (Temps Record, 2014)
- Un segon (Satélite K, 2016)
- Nua (Satélite K, 2018)
- Aire (Música Global/Universal Music, 2021)

Judit Neddermann & Meritxell Neddermann:
- Present (Satélite K, 2019)